# チョコレートジョーク
「チョコレートジョーク」は、森翼の3枚目のシングルである。2009年2月25日発売。

## 概要
- 前作から3ヶ月ぶりのシングルである。

## 収録曲
全曲 作詞/作曲：森翼 編曲：鈴木Daichi秀行
1. チョコレートジョーク
2. 夕焼けモード
3. 201号室
4. チョコレートジョーク（INSTRUMENTAL）